# La Môle
La Môle è un comune francese di 1 016 abitanti situato nel dipartimento del Var della regione della Provenza-Alpi-Costa Azzurra.

## Società

### Evoluzione demografica
Abitanti censiti

## Infrastrutture e trasporti
La località ospita il piccolo Aeroporto di Saint-Tropez La Môle.